# Лікувально-санаторний центр «Дениші»
Лікува́льно-санато́рний центр «Дениші́» — госпрозрахункове підприємство у підпорядкуванні Міністерства охорони здоров'я України у селі Дениші на Житомирщині.
Розрахований на 610 місць. Штат — 402 співробітники. З 2016 року, керівник, директор  - Жалінський Віталій Броніславовіч.   Офіційна юридична назва: Комунальне підприємство “Житомирський обласний лікувально-санаторний центр радіаційного захисту для дитячого та дорослого населення “Дениші” Житомирської обласної ради. Скорочено: КП ЖОЛСЦРЗ "Дениші". Найбільш поширена назва, що побутує: Санаторій "Дениші".

## Історія
Свого часу неподалік села Дениші, що під Житомиром, почали будувати міжколгоспний санаторій і базу відпочинку. Гарні краєвиди, лікувальне повітря, річка Тетерів. Проблемою при побудові була відсутність питної води. Тож років з тридцять тому заходилися бурити свердловини. Проте вода виявилася зі специфічним смаком і запахом через високий вміст радону.
У жовтні 2014 на базі відділення ортопедії і неврології були виділені ліжка для дванадцятиденної медико-психологічної реабілітації бійців АТО, де лікуються бійці з пост-травматичними стресовими розладами, вогнепальним ураженням кінцівок, черепно-мозковими травмами, вегето-судинною дистонією, ураженнями хребта та опорно-рухового апарату.
Свого часу посаду головного лікаря обіймали Волошин Павло Іванович; Толстанов Олександр Костянтинович; Табачак Орест Миколайович

## Медичні послуги
Лікувально-санаторний центр надає більше 50 фізіотерапевтичних лікувальних процедур. Серед помешкань, між іншого, пропонуються люкси і напівлюкси.
Мінімальна вартість путівки у другій половині 2023року, що включає харчування, лікування та проживання — 972 гривні на добу, максимальна ж, з урахуванням різноманітних зручностей, аж до кондиціонера, — 1314 гривень.
Відділення центру:
- кардіоревматології з реабілітацією післяінфарктних та післяопераційних хворих,
- ортопедоневрології,
- педіатричне,
- фізіотерапевтичне
- нетрадиційних методів лікування.

У перелік видів медичної та реабілітаційної допомоги, зокрема, входять гірудотерапія (лікування п'явками), рефлексотерапія, масаж, радонотерапія.
Радонотерапія помічна при захворюваннях опорно-рухового апарату.
Протипоказання: вагітність, злоякісні і доброякісні пухлини, гострий період захворювань, відкрита форма туберкульозу, хвороби крові та епілепсія.
Щоб відпочивальники отримали комплексне лікування, у санаторій постачають з Моршина ропу і за спеціальними технологіями виготовляють мінеральну воду. А ще тут функціонує соляна шахта, використовують і грязі, які до тимчасової окупації Криму Росією завозили з кримських Сак.

## Інфраструктура
Є бібліотека, кафе-бар, спортивні майданчики, відкриті плавальні басейни, танцювальний зал. Крім того, в усіх корпусах — кабельне телебачення.
Гриби тут можна збирати безпосередньо біля корпусів. Є змога порибалити на берегах Тетерева.